# Aulexis brevipilosa
Aulexis brevipilosa es un coleóptero de la familia Chrysomelidae.
Fue descrita científicamente por primera vez en 2002 por Medvedev.